# Artimet
Artimet là một đô thị thuộc tỉnh Armavir, Armenia. Dân số ước tính năm 2011 là 2152 người. Đô thị này thuộc vùng đô thị Yerevan.